# Ernst Wettig-Weissenborn
Ernst Wettig-Weissenborn, eigentlich Eduard Carl August Ernst Weißenborn (* 25. Mai 1868 in Weimar; † 11. Mai 1946 in Hengelo), war ein niederländischer Komponist deutscher Abstammung.

## Leben
Weissenborn war ein Sohn des Geigers August Friedrich Weißenborn aus dessen Ehe  mit Wilhelmine „Minna“ Wettig geb. Stark (* 8. März 1828 in Weimar; † 2. April 1912 ebenda). Seine Mutter war in erster Ehe mit dem frühverstorbenen Komponisten Carl Wettig (1826–1859) verheiratet, der von Robert Schumann sehr geschätzt wurde. 
Er erhielt seine musikalische Ausbildung in Weimar, wo er Violine, Orgel, Klavier und Komposition studierte. 
Später ging er in die Niederlande und wurde Organist der Reformierten Kirche in Delden. Danach wurde er in Hengelo Leiter eines Chores, der von ihm selbst und einer Fanfarengruppe (1899) gegründet wurde. Er war auch in kleineren Vereinen in Twente und Zutphen tätig. 
1916 leitete er in Arnhem mit dem dortigen Sinfonieorchester eine Aufführung des Oratoriums Paulus von Felix Mendelssohn Bartholdy. 
Zu seinem 40. Jubiläum als Musiker fand am 29. September 1929 im Concertgebouw in Hengelo ein Festkonzert statt. Verschiedene Chöre traten auf, begleitet vom Orchester von Arnhem. 1933 leitete er ein Jubiläumskonzert für die Schauspielerin Esther de Boer-van Rijk (1853–1937) in der Stadsschouwburg Amsterdam.

## Familie
Er heiratete im Februar 1892 die Malerin Gertrud Marie Helene Margarethe Muschner (1863–1931). Das Paar wurde am 14. Juli 1921 in den Niederlanden eingebürgert. Ihr Sohn Erich Ernst (1899–1981) wurde später Cellist und Dirigent.

## Werke
Ernst Wettig-Weissenborn komponierte überwiegend Vokalwerke, von Sololiedern mit Klavierbegleitung bis hin zu großen Chorwerken, wobei er teilweise niederländische Volksweisen einbezog.